# Joachim (patriarcha Moskwy)
Joachim (ur. 27 grudnia 1620?/6 stycznia 1621 w Możajsku, zm. 7 marca?/17 marca 1690 w Moskwie) – dziewiąty (de facto dziesiąty) patriarcha moskiewski i całej Rusi, sprawujący urząd od lipca 1674 do śmierci.
Pochodził z rodziny szlacheckiej, służył w armii rosyjskiej w pułku rajtarów. Do stanu mniszego wstąpił w 1655 w Monasterze Międzygórskim. Dwa lata później wyjechał do Moskwy, kwestując na klasztor. Nigdy nie wrócił do macierzystej wspólnoty, gdyż patriarcha moskiewski i całej Rusi Nikon zaproponował mu godność przełożonego Świętojezierskiego Wałdajskiego Monasteru Iwerskiej Ikony Matki Bożej. Następnie przebywał w monasterach Nowe Jeruzalem i św. Andrzeja w Moskwie; w 1663 został archimandrytą Monasteru Czudowskiego.
W lipcu 1672 przyjął chirotonię biskupią i objął katedrę nowogrodzką. Od tego samego miesiąca wspierał chorego patriarchę Pitirima i de facto zarządzał do jego śmierci całym Rosyjskim Kościołem Prawosławnym.
Po śmierci Pitirima został w 1674 wybrany na jego następcę. Jako patriarcha dążył do wzmocnienia pozycji Rosyjskiego Kościoła Prawosławnego w państwie. Doprowadził do poprawy stanu materialnego Kościoła, dbał o moralność duchowieństwa i jednolitość obrzędów sprawowanych w całym kraju. Zablokował natomiast sugerowaną przez cara Fiodora III radykalną reformę administracyjną Cerkwi. W dobrych relacjach z carem pozostawał do schyłku jego życia, gdy obaj poróżnili się z powodu odmiennych wizji przyszłości kraju.
Przyczynił się do wprowadzenia na tron po śmierci Fiodora III jego przyrodniego brata Piotra, z pominięciem starszego od niego, chorego Iwana. Po buncie strzelców musiał jednak pogodzić się z ustanowieniem regencji Zofii Romanowej w imieniu carów „starszego” (Iwana) i „młodszego” (Piotra). Początkowo blisko współpracował z regentką, z czasem zaczął krytycznie odnosić się do jej polityki kulturalnej i zagranicznej i poparł jej odsunięcie od władzy w 1689.
Przez całe życie Joachim ostro krytykował przenikanie do Rosji zachodnich zwyczajów, napływ cudzoziemców, postulował wprowadzenie całkowitego zakazu kontaktów prawosławnych z osobami innych wyznań. Rozpowszechniał koncepcję Rosji jako państwa uświęconego, w którym car i Kościół wspólnie działają dla dobra wiary. W porozumieniu ze świeckimi władzami zwalczał ruch staroobrzędowy, doprowadzając do spalenia na stosie jego pierwszego przywódcy Awwakuma Pietrowa i wprowadzenia w Rosji kary śmierci dla starowierców odmawiających wyrzeczenia się swoich przekonań religijnych. Również w okresie sprawowania przez niego urzędu patriarchy do Rosyjskiego Kościoła Prawosławnego włączona została prawosławna metropolia kijowska.
W okresie sprawowania przez niego urzędu patriarchy w Moskwie powstała szkoła teologiczna greckich mnichów Sofroniusza i Joannicjusza (Lichudów), przybyłych na zaproszenie Joachima z Konstantynopola. Patriarcha uniemożliwił natomiast utworzenie szkoły o programie zbliżonym do uniwersytetów zachodnich, z obowiązkową nauką łaciny; uważał, iż prawosławnym potrzebna jest przede wszystkim greka niezbędna do studiowania teologii. Nie zwalczając uczonego duchowieństwa jako całej grupy, stoczył gwałtowny spór z mnichem Sylwestrem (Miedwiediewem), którego projekt utworzenia szkoły łacińsko-grecko-słowiańskiej uznał za zagrożenie dla autorytetu patriarchatu. Spór zakończył się uwięzieniem i egzekucją Sylwestra (miała ona miejsce już po śmierci Joachima).
Zmarł w 1690 po krótkiej chorobie i został pochowany w soborze Zaśnięcia Matki Bożej w Moskwie, na Kremlu. Jego następcą został wskazywany przez niego jeszcze za życia metropolita kazański Adrian, podzielający konserwatywne i antyzachodnie poglądy Joachima.

## Życiorys

### Życie świeckie
Iwan Sawiołow był synem ziemianina, Piotra Iwanowicza Sawiołowa i jego żony Jewfimiji (następnie mniszki Eupraksji) zd. Rietkiny. Miał trzech braci: Pawła, Timofieja i Iwana (zwanego młodszym) oraz dwie siostry – Jewfimiję i nieznaną z imienia. Jego rodzina tradycyjnie zajmowała się sokolnictwem, wielu jego krewnych pracowało w tym charakterze na dworze carskim. W 1644 pełnił funkcję intendenta i otrzymał swoje pierwsze nadania ziemskie w ujeździe możajskim oraz nad Jeziorem Białym. Prawdopodobnie w ciągu kilku poprzednich lat uczył się rodzinnego zawodu lub służył na dworze, wykonując niezbyt prestiżowe obowiązki. W 1644 jest wzmiankowany jako strapczy.
Po dojściu do pełnoletności Iwan Sawiołow ożenił się ze wskazaną mu przez rodziców nieznaną z nazwiska kobietą o imieniu Jewfimija. Również jej pochodzenie jest nieznane; wiadomo jedynie, że pochodziła z pobożnej prawosławnej rodziny.
W 1649 lub w 1650 rozpoczął służbę w armii rosyjskiej w pułku rajtarów I. van Buckhovena, który stanowił w praktyce szkołę oficerską dla przyszłej kadry dowódczej pułków nowego typu. W 1653 otrzymał pierwszy stopień oficerski i rozpoczął służbę w pułku Jurija Gutcowa. 23 lutego 1654 razem z całą jednostką wkroczył do Kijowa i stacjonował tam do lata kolejnego roku. W marcu 1655 awansował na stopień kapitana. W czerwcu tego samego roku razem z oddziałem opuścił Kijów i latem tego samego roku walczył w szeregach armii Buturlina na Ukrainie Naddnieprzańskiej.
Doświadczenia z młodości sprawiły, że będąc już duchownym, Joachim wyrażał nienawiść i strach wobec zjawiska wojny, postrzegał ją jako karę boską.

### Duchowny

#### Życie mnisze

##### Życie w Monasterze Międzygórskim i monasterach patriarchy Nikona

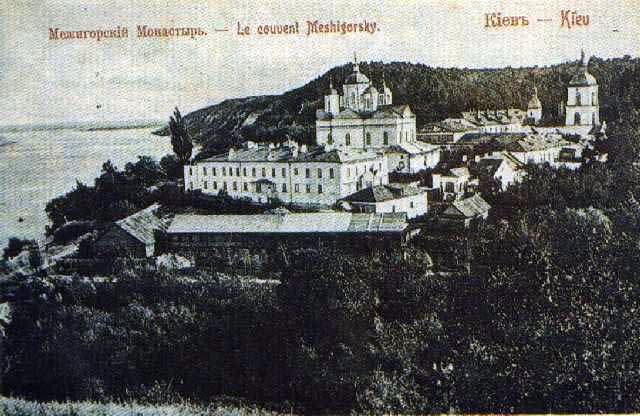
Monaster Międzygórski, widok z pocz. XX wieku. Przyszły patriarcha składał w nim wieczyste śluby mnisze i do końca życia czuł się z nim związany. Widoczny w centrum monasterski sobór Przemienienia Pańskiego został wzniesiony przy jego wkładzie finansowym.

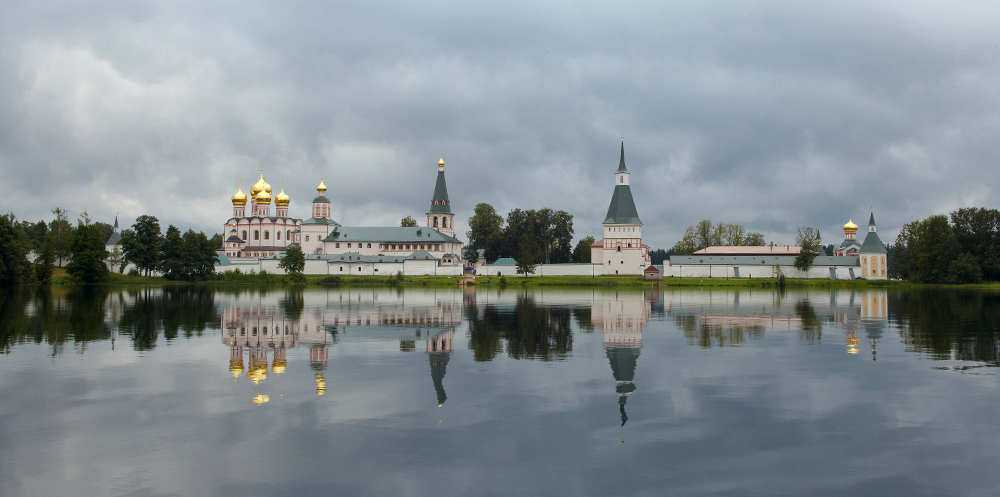
Świętojezierski Wałdajski Monaster Iwerskiej Ikony Matki Bożej, w którym Joachim spędził cztery lata, kierując budową klasztoru

Iwan Sawiołow podjął decyzję o wstąpieniu do monasteru po otrzymaniu informacji o śmierci żony i czwórki dzieci (prawdopodobnie synów Safronija i Gurija oraz córek Glikeriji i Jeleny) w czasie epidemii. Wieczyste śluby mnisze, z imieniem Joachim, złożył w 1655 w Międzygórskim Monasterze Przemienienia Pańskiego k. Kijowa, przed jego przełożonym, ihumenem Warłaamem. Twierdził później, że w czasie wojny popełnił ogromne grzechy, które pragnął odpokutować jako mnich; śmierć rodziny również uważał za karę za wymienione czyny. Nie udało się ustalić, co dokładnie mógł mieć na myśli – wiadomo bowiem, że typowe dla wojskowych pijaństwo, gry hazardowe i rozwiązłe życie nigdy go nie pociągały. Być może przyszły patriarcha uznał za ciężki grzech sam fakt niemożliwości prowadzenia w warunkach polowych pełnego życia religijnego – brak regularnego dostępu do świątyni i łamanie postów. Według innego źródła Joachim jako osoba świecka nie był jednak szczególnie religijny. Opinia ta oparta jest na świadectwie nieprzychylnego patriarsze staroobrzędowego diakona Fiodora, który twierdził także, iż przyszły patriarcha był przed wstąpieniem do monasteru niepiśmienny.
Joachim do końca życia czuł się szczególnie związany z Monasterem Międzygórskim. Po definitywnym włączeniu metropolii kijowskiej do Patriarchatu Moskiewskiego uczynił go monasterem stauropigialnym podległym patriarchom moskiewskim i całej Rusi. W swoim testamencie zapisał wspólnocie 3 tys. rubli i wyrażał żal, że w ogóle opuścił tenże klasztor i nawet po śmierci nie będzie mógł zostać w nim pochowany z racji znacznej odległości od monasteru do Moskwy.
W kwietniu 1657 mnich Joachim przybył do Moskwy w celu przeprowadzenia kwesty na rzecz monasteru i zakupu niezbędnych dla niego produktów. Gdy wyczerpał przekazane mu na drogę i zakupy fundusze, dotarł do cara Aleksego I, który przekazał mu futra sobolowe o wartości 100 rubli i zaproponował duchownemu zamieszkanie na Kremlu w czasie jego pobytu w Moskwie. Ostatecznie Joachim nigdy nie wrócił do Monasteru Międzygórskiego, gdyż patriarcha moskiewski i całej Rusi Nikon zaproponował mu godność pierwszego przełożonego Świętojezierskiego Wałdajskiego Monasteru Iwerskiej Ikony Matki Bożej, odpowiedzialnego za zakończenie jego budowy. Joachim przyjął tę propozycję. W okresie zarządzania przez niego klasztorem uruchomiona została przy nim drukarnia, którą przełożony monasteru kierował jednoosobowo, ciesząc się pełnym zaufaniem Nikona. Po czterech latach mnich Joachim zwrócił się do patriarchy z prośbą o umożliwienie mu powrotu do Kijowa. Nikon nie zgodził się; zamiast tego przeniósł Joachima do innego wzniesionego na jego polecenie monasteru – Nowego Jeruzalem. W klasztorze tym przebywał także sam Nikon, który w 1658, po sporze z carem, wycofał się z życia publicznego, zachowując urząd patriarszy. Osobisty konflikt z nim sprawił, że Joachim bez kanonicznego zezwolenia wyjechał z klasztoru i na zaproszenie bojara Fiodora Rtiszczewa zamieszkał w monasterze św. Andrzeja w Moskwie. Tam też został wyświęcony na hierodiakona, a następnie na hieromnicha. Być może wzajemne relacje Joachima i Nikona pogorszyły się jeszcze w 1658; Bogdanow przypuszcza, że hieromnich mógł źle przyjąć decyzję patriarchy o zaprzestaniu pełnienia swoich obowiązków i dlatego chciał wyjechać z klasztoru, którym Nikon opiekował się w sposób szczególny. Jak relacjonował metropolita tobolski i syberyjski Ignacy, znający Joachima przez wiele lat, jego skierowanie do monasteru św. Andrzeja wynikało z przekonania Rtiszczewa, że mnich przybyły z Ukrainy, podobnie jak wielu innych duchownych metropolii kijowskiej, biegle zna języki łaciński i grecki, jak również filozofię i retorykę i będzie w stanie brać udział w tworzeniu w Moskwie Akademii Duchownej. W rzeczywistości Joachim nie posiadał żadnego wykształcenia w tym zakresie. W związku z tym szybko został przeniesiony z grupy mnichów zajmujących się przekładami z języka greckiego na cerkiewnosłowiański do pracy w kuchni i refektarzu klasztornym. W 1662 został z kolei przeniesiony do Monasteru Nowospasskiego, by objąć w nim obowiązki ekonoma. Jego działania, których celem było oszczędne gospodarowanie pieniędzmi klasztoru, wywołało bunt innych braci. Oskarżyli oni Joachima, że ze skąpstwa karmił ich nieświeżą żywnością i ograniczał porcje posiłków. W rezultacie mnich opuścił monaster i w 1663 zamieszkał w Monasterze Czudowskim. Rok później został jego przełożonym z godnością archimandryty. W momencie otrzymywania tej godności miał, według jednego z przywódców starowierców, diakona Fiodora, zadeklarować carowi pełne posłuszeństwo wobec władzy świeckiej.

##### Przełożony Monasteru Czudowskiego
Archimandryta Joachim zyskał zaufanie cara, który często rozmawiał z nim na tematy duchowe i polityczne. Duchowny był zwolennikiem reformy liturgicznej Nikona i silnej pozycji Cerkwi. Równocześnie prowadził surowy, ascetyczny tryb życia i nie wchodził w konflikty z braćmi. Z racji położenia Monasteru Czudowskiego w obrębie moskiewskiego Kremla Joachim często bywał na dworze carskim. Dobierając sobie przyjaciół, brał pod uwagę przede wszystkim ich wpływ na cara, chociaż w tym okresie zbliżył się również z mało jeszcze znaczącym Artamonem Matwiejewem. Znaczenie archimandryty wzrosło do tego stopnia, że w 1664 to on udawał się w imieniu soboru biskupów do przebywającego w monasterze Nowe Jeruzalem patriarchy Nikona, bezskutecznie apelując do niego o zrzeczenie się urzędu i zgodę na wybór następcy.
W latach 1666–1667 Joachim gościł w Monasterze Czudowskim zagranicznych uczestników soboru moskiewskiego: patriarchów aleksandryjskiego Paisjusza i antiocheńskiego Makarego III. Jako podziękowanie za ich udział w obradach soboru otrzymał prawo noszenia biskupiej mantii i żezła, chociaż pozostawał archimandrytą. W sierpniu 1667 Joachim, obok biskupów krutickiego Pawła i riazańskiego Hilariona, brał udział w próbie przekonania przywódców ruchu staroobrzędowego, w tym cieszącego się największym autorytetem protopopa Awwakuma Pietrowa, do słuszności reformy liturgicznej patriarchy Nikona. Jego starania nie przyniosły jednak efektów – Awwakum trwał w przekonaniu o słuszności „starej wiary”. Podobnym fiaskiem zakończyły się rozmowy Joachima z bojarynią Fieodosiją Morozową, wyznawczynią starej wiary i protektorką jej duchownych, 14 listopada 1671.

### Metropolita nowogrodzki
W lipcu 1672 został wyświęcony na metropolitę nowogrodzkiego, zajmując miejsce metropolity Pitirima, wybranego na patriarchę moskiewskiego i całej Rusi.
Ze względu na swój podeszły wiek i zły stan zdrowia Pitirim poprosił metropolitę Joachima, by razem z nim zamieszkał w Moskwie. Joachim de facto objął kontrolę nad całym patriarchatem. Jako metropolita nowogrodzki wydał ukaz nakazujący prowadzenie poboru podatków od duchownych wyłącznie przez starostów parafialnych, nie zaś wyznaczonych przez państwo urzędników. Wśród duchowieństwa zwalczał korupcję i niestaranne wykonywanie obowiązków duchownych. Poparł ekspedycję wojskową przeciwko zbuntowanym przeciwko reformie Nikona mnichom Monasteru Sołowieckiego. Zakończył konflikt o pierwszeństwo godności między przełożonymi miejscowych monasterów a protoprezbiterami soborów, opowiadając się za większym znaczeniem tych pierwszych.

### Patriarcha moskiewski i całej Rusi

#### Za rządów Aleksego I i Fiodora III

##### Działania na rzecz poprawy pozycji Cerkwi w państwie rosyjskim
Joachim został wybrany na patriarchę moskiewskiego i całej Rusi po śmierci Pitirima. Jego intronizacja miała miejsce 26 lipca 1674.
Po objęciu urzędu patriarchy Joachim natychmiast podjął działania na rzecz poszanowania praw i przywilejów Rosyjskiego Kościoła Prawosławnego. Dążył do zmniejszenia stopnia zależności Cerkwi od państwa i do uporządkowania sytuacji wewnętrznej Patriarchatu, w tym do wzmocnienia panującej w nim dyscypliny. Z powodzeniem również dążył do zabezpieczenia materialnego rosyjskich parafii. W 1677 uzyskał cofnięcie ukazu zabraniającego darowywania cerkwiom ziemi. W latach 1681–1682 udało mu się doprowadzić do wydania ukazu nakazującego nadanie określonego nadziału ziemi każdej parafii, która dotąd jej nie posiadała. Jego praktyczna realizacja nastręczała jednak poważne trudności.
W 1675 Joachim zwołał do Moskwy sobór Rosyjskiego Kościoła Prawosławnego, który w jego planach miał mieć znaczenie porównywalne z Soborem Stu Rozdziałów z 1551. Z inicjatywy patriarchy, który osobiście potępił w czasie soboru symonię, alkoholizm i rozpustę wśród duchowieństwa, do wszystkich eparchii rozesłane zostały ukazy nakazujące surowo karać winnych podobnych zachowań. Doprowadził do aresztowania carskiego spowiednika ks. Andrieja Sawinowa, gdyż ten żył w nieformalnym związku z kobietą. Był to pierwszy od lat przypadek otwartego konfliktu między patriarchą i carem. Biskupi eparchialni zostali zobowiązani do niedopuszczania, by proboszczowie parafii sprzedawali swoje stanowiska innym duchownym lub też przekazywali placówki duszpasterskie zięciom, po ślubie z ich córkami. Patriarsze udało się również doprowadzić do likwidacji Prikazu do spraw Monasterów, zgodnie z postanowieniami soboru moskiewskiego. Sobór pod przewodnictwem patriarchy postanowił o oddaniu kontroli nad finansami Kościoła (i poszczególnych jego administratur) oraz nad wewnętrznym sądownictwem duchownym w ręce duchowieństwa. Pracujący w nich świeccy mieli sprawować wyłącznie funkcje pomocnicze (w przypadku sądów – policyjne, śledcze oraz przy opisywaniu majątku monasterów). Prowadzenie śledztw w procesach przed sądami duchownymi wyłączono spod kompetencji kancelarii patriarchy i przekazano biskupom eparchialnym, nakładając na nich zarazem obowiązek zadbania, by wszystkie czynności śledcze zostały przeprowadzone w ciągu roku od rozpoczęcia procedury. Sobór omawiał również kwestie związane z porządkiem nabożeństw odprawianych przez biskupów i ich strojami liturgicznymi. W celu wprowadzenia w tym zakresie jednolitych rozwiązań w całym Kościele wydany został przekład dzieła Symeona z Tesaloniki poruszającego ten sam problem. Kolejne decyzje soboru regulowały porządek nabożeństw odprawianych przez patriarchę, szczegóły strojów liturgicznych, ich kolory, materiał służący do wykonywania żezłów biskupich, tytulaturę biskupów. Zrezygnował wówczas definitywnie z tytułu Wielkiego Gosudara, którym posługiwali się patriarchowie Filaret i Nikon, zastępując go tytułem Wielkiego Pana (cs. Wielikij Gospodin). Joachim zabronił ponadto umieszczania w księgach drukowanych rycin na wzór zachodni i zażądał, by każda książka publikowana w Rosji była najpierw odczytywana w jego obecności, następnie zaś przed carem. Zabronił przeprowadzania lokalnych kanonizacji świętych bez zgody patriarchy i usunął z użytku liturgicznego te zbiory żywotów świętych, w których wymieniano postacie kanonizowane w niezgodny z taką procedurą sposób. W roku następnym Joachim doprowadził do przeniesienia pozbawionego urzędu patriarchy Nikona z Monasteru Terapontowskiego do surowszego odosobnienia w Monasterze św. Cyryla Biełozierskiego. Obawiał się bowiem, że były patriarcha mógłby odzyskać poparcie cara.
Po śmierci Aleksego I patriarcha Joachim prowadził jego pogrzeb, traktując towarzyszące mu uroczystości jako manifestację własnej siły. Na polecenie patriarchy niesiono przed nim Włodzimierską Ikonę Matki Bożej oraz relikwie Krzyża Świętego. On również odegrał decydującą rolę w ustalaniu porządku koronacji Fiodora III. W czasie tejże ceremonii, przed wręczeniem nowemu carowi insygniów władzy, Joachim zadał mu pytanie: Jak wierzysz i wyznajesz Ojca i Syna i Ducha Świętego?, po czym koronowany wygłosił wyznanie wiary. Był to pierwszy taki przypadek w historii carskich koronacji. Również z inicjatywy Joachima nowy car przyjął w tym dniu Komunię Świętą w ołtarzu, jak duchowni, nie zaś na innym, specjalnym miejscu, jak do tej pory.
W 1677 drukarnia carska wydała Czinownik archijerejskogo służenija – księgę liturgiczną ze szczegółowym opisem nabożeństw odprawianych przez biskupów. Podobną księgę opracował i wydał współpracownik i osobisty przyjaciel patriarchy, archimandryta Ignacy (Rimski-Korsakow). Rok później Joachim zwołał kolejny sobór, w którego czasie w szczegółach omówiony został obrzęd przejazdu patriarchy na ośle w święto Wjazdu Chrystusa do Jerozolimy. Sobór potwierdził, iż osobą uprawnioną do przeprowadzania obrzędu jest wyłącznie patriarcha moskiewski i całej Rusi, a uroczystość ta musi odbyć się w obecności cara, prowadzącego osła za uzdę – żaden inny biskup nie miał prawa zastępować patriarchy, bez względu na okoliczności. Zabroniono także organizowania podobnych procesji w innych eparchiach, z udziałem biskupów ordynariuszy i miejscowych urzędników. Zastąpić je miała procesja z ikoną święta. W roku następnym patriarcha wydał dekret nakazujący wszystkim duchownym składanie przysięgi wierności wobec postanowień soboru moskiewskiego z lat 1666–1667. Joachim zabraniał także biskupom manifestowania przesadnego przepychu stroju.
W 1682 z inicjatywy cara Fiodora III został zwołany kolejny sobór Rosyjskiego Kościoła Prawosławnego, który miał omówić trzy zasadnicze kwestie: zmian w podziale administracyjnym Cerkwi, zachowania cerkiewnej dyscypliny, ochrony relikwii i cmentarzy Cerkwi. Sobór zezwolił kapłanom-wdowcom na pełnienie, za zgodą biskupów ordynariuszy odpowiedniej eparchii, określonych posług duszpasterskich. Zabronił również organizacji jarmarków i bazarów w sąsiedztwie prawosławnych świątyń oraz polecił otwierać przy placówkach duszpasterskich ośrodki zajmujące się wspieraniem najuboższych. Joachim, wspierany przez innych biskupów, zablokował natomiast projekt radykalnej reformy podziału administracyjnego Kościoła, zakładający początkowo erygowanie 67 nowych eparchii i wprowadzenie dwustopniowej struktury hierarchicznej. W szczególności blokował zgłaszane przez Fiodora III sugestie utworzenia nowych katedr na Syberii. Przeciwko ich tworzeniu protestowali także inni rosyjscy hierarchowie, twierdząc, że życie w odległych od stolicy miastach będzie pełne wyjątkowych niewygód.
W 1686 patriarcha Joachim rozesłał po kraju list, w którym przypominał o fakcie niepodlegania prawosławnych duchownych sądom świeckim. Treść pisma potwierdził swoją gramotą car. W 1688 Joachim skierował list na ten sam temat osobno do metropolity nowogrodzkiego Korneliusza.
Silna pozycja Joachima na dworze carskim w znacznej mierze wynikało ze wzajemnego wsparcia, jakiego udzielali sobie z Artamonem Matwiejewem. Gdy jednak Matwiejew popadł w niełaskę, Joachim nie zareagował na jego prośby o pomoc, gdyż uznał, że jego polityka zagraniczna była dla Rosji niekorzystna.

##### Walka z wpływami kultury zachodnioeuropejskiej
Patriarcha Joachim był zdecydowanym przeciwnikiem napływania do Rosji elementów zachodniej kultury i obyczajowości, opowiadał się wręcz za pozostawaniem kraju w swoistej izolacji, by nie zmienił się jego prawosławny charakter. Z rezerwą przyjmował terytorialny rozwój Rosji, wychodząc z założenia, że państwo nie osiągnie korzyści, anektując ziemie zamieszkane przez inne narody i grupy etniczne. Wychodząc z tego założenia (jak również negatywnie odnosząc się do prowadzenia wojen w ogóle), Joachim nie popierał np. rozwijanej m.in. przez jego bliskiego współpracownika, biskupa Ignacego (Rimskiego-Korsakowa) koncepcji odrodzenia Cesarstwa Bizantyjskiego drogą rosyjskich podbojów i odzyskania Konstantynopola dla chrześcijan. Zbliżone stanowisko Joachim zajął w czasie negocjacji nad rozejmem andruszowskim, gdy doradzał carowi, by skupił się na uzyskaniu przez Rosję prawa do obrony prawosławnej ludności Rzeczypospolitej, zrezygnował natomiast z nabytków terytorialnych, w tym z Kijowa.
W 1675 Joachim wydał ukaz zabraniający prawosławnym obcinania włosów na krótko, noszenia zachodnich fryzur i strojów. Wpisywał się on w konsekwentnie prowadzoną przez patriarchę walkę z wszelkimi wpływami zachodnimi, katolickimi i protestanckimi w Rosji. Na tym tle patriarcha spierał się z carem Fiodorem, który w 1681 nakazał dworzanom nosić stroje zbliżone do zachodnich. Joachim nie popierał także dążeń cara Fiodora III do poprawy stanu rosyjskiej oświaty, uważał bowiem, że wystarczającym wykształceniem jest nauka czytania i pisania oraz prawd wiary. Działalność Joachima w tym kierunku nie przynosiła jednak spodziewanych rezultatów. Wpływy zachodnie przenikały na dwór carski i zdobywały coraz większą popularność wśród bojarów i szlachty.

##### Relacje z carem Fiodorem III w latach 1680–1682

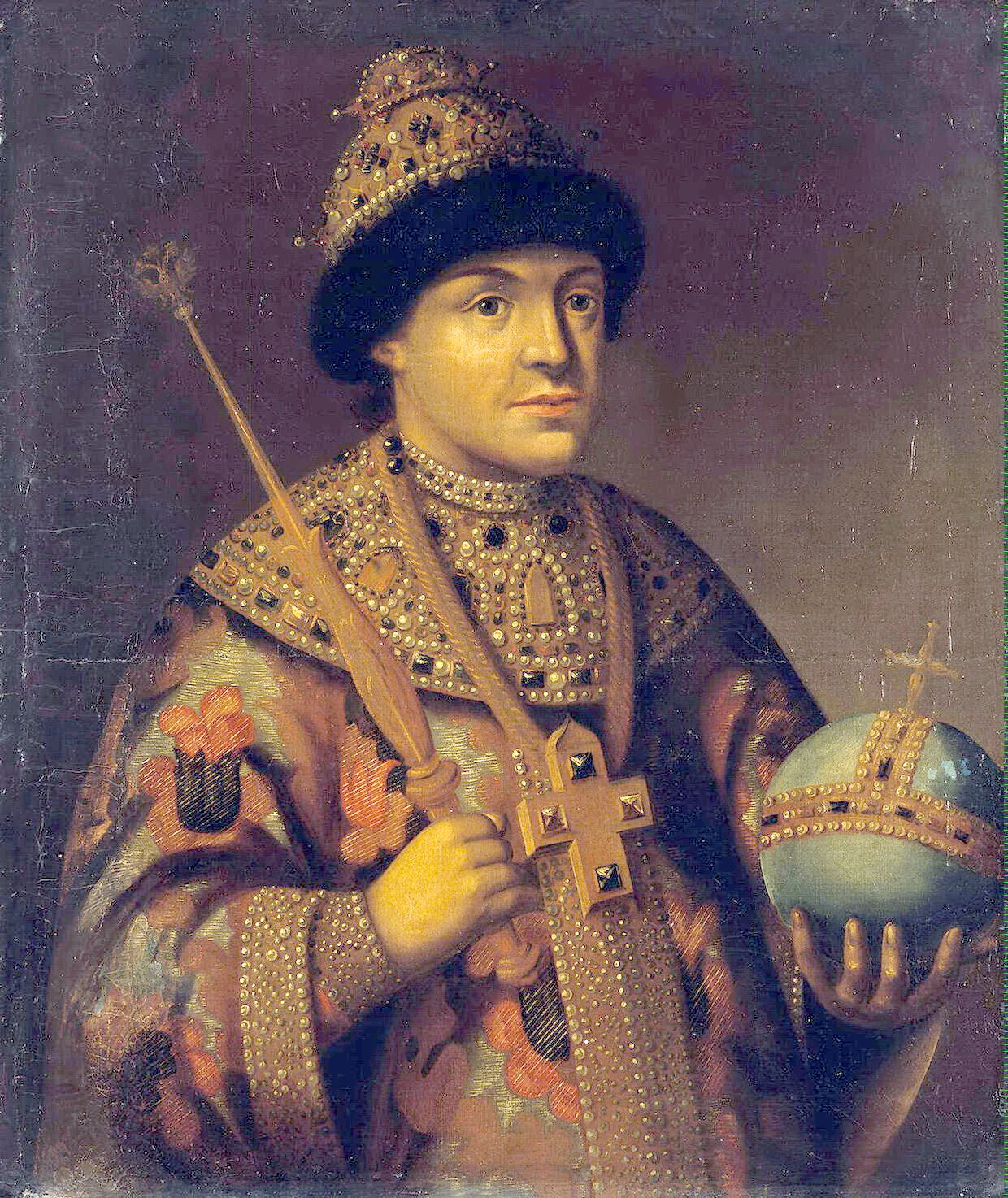
Fiodor III

Na początku lat 80. XVII w., u schyłku życia cara Fiodora III Joachim był jedną z najbardziej wpływowych postaci w jego otoczeniu.
Fiodor III i Joachim zasadniczo zgadzali się co do potrzeby wzmocnienia rosyjskiej warstwy szlacheckiej, jednak patriarcha sprzeciwiał się dalej idącym projektom modernizacji państwa, jego wojska i warstwy urzędniczej. Jego negatywne stanowisko w sprawie zmian w organizacji administracji państwowej, w tym planów wprowadzenia pierwszej „tabeli rang”, pokrywało się z niechęcią wobec zmian w organizacji cerkiewnej. Joachim pozostawał jednak lojalny wobec cara i wdrażał w życie jego postanowienia, chyba że pozostawały w sprzeczności z jego najistotniejszymi przekonaniami. Zgadzał się również kierować na katedry biskupie wskazanych przez cara hierarchów, niezależnie od tego, czy osobiście pozostawał z nimi w dobrych relacjach. Pozwolił m.in. na objęcie katedry pskowskiej przez Marcelego, którego prywatnie nie cenił.
Joachim interesował się także systemem podatkowym panującym w Rosji i brał udział w pracach komisji kupieckiej, która we wrześniu 1681 przedstawiła carowi bilans wydatków z kasy państwowej. Wspólnie z carem opowiadał się za rozłożeniem obciążeń podatkowych w taki sposób, by zamożniejsi kupcy i właściciele płacili na rzecz państwa wyższą stawkę.
Jeszcze w 1682, roku śmierci Fiodora III, car i patriarcha wspólnie zdecydowali o likwidacji miestniczestwa. W momencie podjęcia tej decyzji było ono już prawem faktycznie niestosowanym. Jednak w tym samym roku dalsze naciski Fiodora, by kontynuować reformy w administracji państwowej oraz cerkiewnej sprawiły, że współpraca samowładcy i Joachima załamała się całkowicie.

#### Patronat nad kronikarzami i działalnością wydawniczą Cerkwi
Joachim przyczynił się do upowszechnienia koncepcji Rosji jako świętego prawosławnego państwa, którego prawem i obowiązkiem jest nawracanie pogan oraz obrona prawosławnych żyjących pod obcym (niechrześcijańskim) panowaniem. Popierał koncepcję ścisłej współpracy państwa i Cerkwi, cara jako opiekuna struktur kościelnych i Kościoła jako instytucji uświęcającej ziemskie struktury władzy. Wspierał także rozwój wczesnej rosyjskiej historiografii, ukierunkowanej głównie na objaśnienie miejsca Rosjan w historii świata, uzasadnienie ich szczególnego „wybraństwa”, jak również na sporządzanie kronik i komentarzy do wydarzeń bieżących. Prężnie działające skryptorium funkcjonowało przy dworze biskupim w Nowogrodzie Wielkim. Po przeniesieniu się Joachima do Moskwy podobna instytucja powstała w patriarszej rezydencji w Monasterze Czudowskim, a duchowny wielokrotnie osobiście zamawiał u mnichów pisanie konkretnych dzieł.
Patriarcha osobiście wziął udział w przygotowywaniu do druku kolejnych wydań ksiąg liturgicznych: Prologu (1677), Szestodniewu (1680), Psałterza (1680), Minei (1681), Oktoicha (1683) i Czasosłowu (1688), a w szczególności Apostoła (1679) i Typikonu (1682). Szczególne znaczenie patriarcha przypisywał ostatniej z wymienionych publikacji. Jej rozpowszechnienie miało przyczynić się do uporządkowania nabożeństw cerkiewnych w całym kraju.

#### W okresie regencji Zofii

##### Obwołanie Piotra carem Rosji
W dniu śmierci cara Fiodora III (27 kwietnia 1682) patriarcha zebrał w swojej rezydencji całą hierarchię Rosyjskiego Kościoła Prawosławnego, jak również przedstawicieli bojarstwa i najbardziej wpływowych współpracowników zmarłego władcy, ci zaś sprowadzili na Kreml także przedstawicieli moskiewskiego mieszczaństwa. Wszystkim zebranym hierarcha zadał pytanie, kto ich zdaniem zasługuje na objęcie wakującego tronu. Wśród przyczyn, dla których Joachim pragnął, by nowym carem został Piotr, a nie jego starszy brat Iwan, wymienia się wpływ Symeona Połockiego na tego ostatniego. W ocenie patriarchy przybyły z Rzeczypospolitej duchowny uosabiał szkodliwe, latynizujące tendencje w prawosławiu.
Joachim znacząco przyczynił się do tego, iż to Piotr został obwołany carem. Argumentował, że z powodu choroby Iwan nie jest zdolny do rządzenia. Sobór Ziemski, który miał dokonać wyboru nowego cara, został zwołany jeszcze w dniu śmierci Fiodora III, przez co wzięła w nim udział jedynie część uprawnionych. Prowadzący obrady soboru Joachim udawał, iż nie dostrzega grupy zwolenników Iwana i potwierdził wybór Piotra oraz mianowanie jego matki regentką. Następnie skierował do różnych części Moskwy ludzi, których zadaniem było przekonywać, że umierający Fiodor III sam przekazał berło młodszemu bratu. Zaprzeczał, jakoby koronacja Piotra była efektem przewrotu pałacowego, lecz rozpowszechniał wersję, iż to sam lud, przedstawiciele wszystkich stanów – poprzez Sobór Ziemski – domagał się takiego rozwiązania. Wersję taką propagowano nie tylko ustnie, ale i zamieszczano na jego polecenie w redagowanych w patriarszym skryptorium latopisach. Joachim przyczynił się do przywrócenia na stanowiska państwowe osób, które popadły w niełaskę za życia poprzedniego władcy, a szczególne nadzieje wiązał z postacią Artamona Matwiejewa. Przeciwnicy Naryszkinów propagowali plotkę, iż Piotr był naturalny synem patriarchy i dlatego ten tak zaangażował się w jego popieranie.
Tymczasem przyrodnia siostra Piotra, Zofia, podburzyła do buntu stacjonujące w Moskwie niezadowolone i niezdyscyplinowane pułki strzelców. Patriarcha zdawał sobie sprawę z narastających w Moskwie nastrojów buntowniczych, jednak wierzył, że można będzie zapobiec rozlewowi krwi poprzez spektakularne gesty władzy wobec mieszkańców miasta. Równocześnie w mieście nadal żywe było przekonanie, że władzę w kraju bezpodstawnie przejęli "zdradzieccy bojarzy". Agitacja duchowieństwa prawosławnego na rzecz obwołanego carem Piotra, prowadzona z inicjatywy Joachima, nie dawała znaczących rezultatów.

##### Bunt strzelców

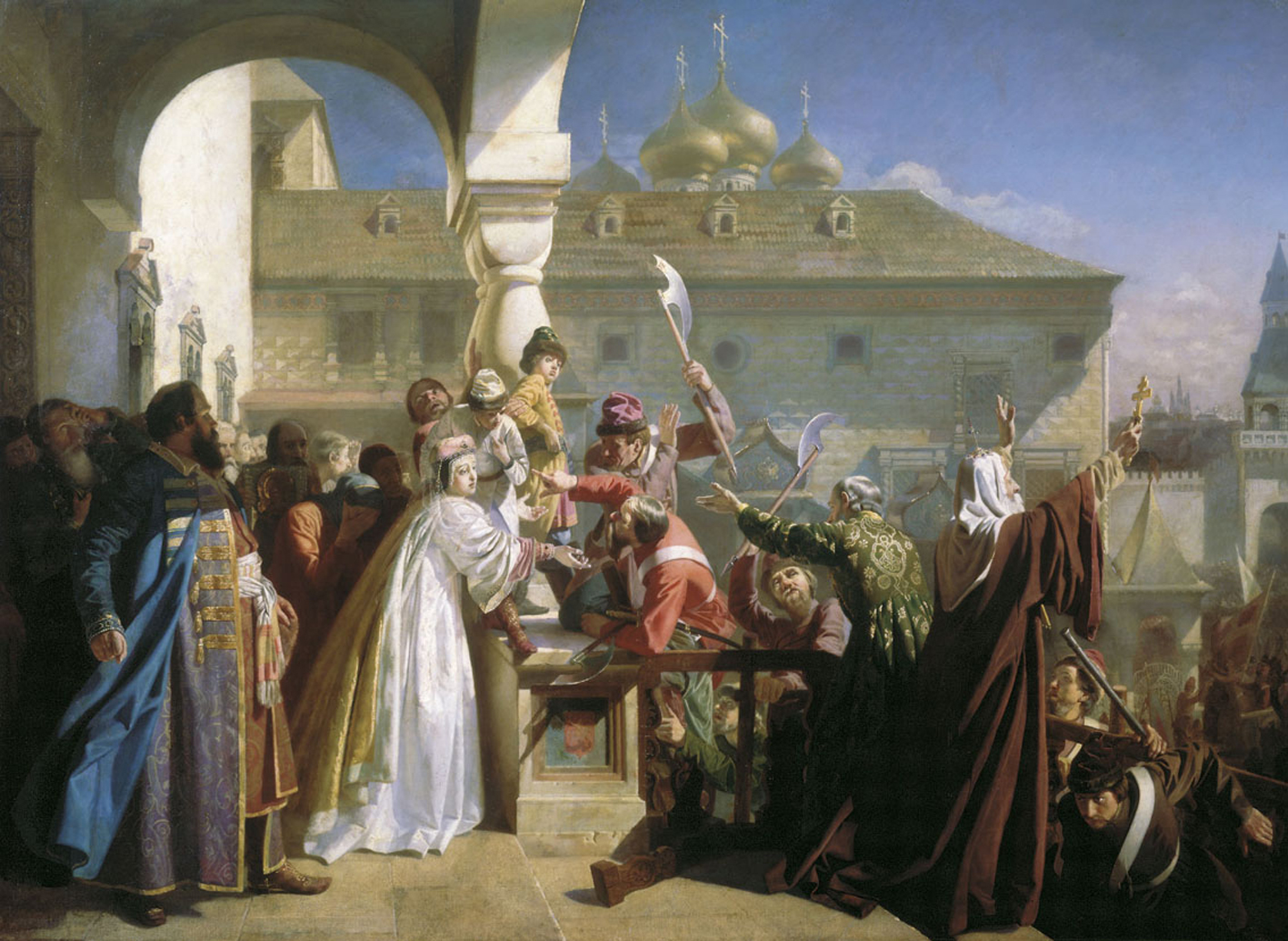
Bunt strzelców, obraz Nikołaja Dmitrijewa-Orienburgskiego. Carewna Zofia pokazuje tłumowi carewicza Iwana, by udowodnić, że nie został on zamordowany. Patriarcha Joachim z krzyżem w dłoni stara się uspokoić tłum.

Według Bogdanowa Joachim, zaślepiony zdobytą władzą, źle ocenił nastroje panujące w wojsku i nie był w stanie przewidzieć buntu strzelców, ani jego rozmiarów. Mimo to w czasie buntu zachowywał się w sposób opanowany.
15 maja patriarsza rezydencja w Monasterze Czudowskim oraz pałac carski zostały otoczone przez zbuntowane pułki strzeleckie. Patriarcha wystąpił przed tłum i zaczął przekonywać zgromadzonych, by się rozeszli. Równocześnie uczestnicy buntu ujrzeli żywego carewicza Iwana, co przez chwilę pozwoliło uspokoić tumult. Po chwili jednak zgromadzeni zaczęli wznosić agresywne okrzyki pod adresem hierarchy, zarzucając mu kłamstwo, toteż Joachim wrócił do pałacu. Buntownicy wymienili 40 nazwisk bojarów, których wydania się domagali. Następnie wdarli się do pałacu i zamordowali na miejscu Artamona Matwiejewa oraz 16 innych szczególnie znienawidzonych bojarów. Pałac patriarszy został zdemolowany przez tłum. Zamieszki trwały trzy dni. Po tych wydarzeniach Joachim zrezygnował z zaangażowania politycznego i zajmował się jedynie służbą liturgiczną w soborze Zaśnięcia Matki Bożej na Kremlu. Zbuntowani strzelcy nigdy nie wystąpili osobiście przeciwko patriarsze, chociaż znany był jego udział w odsunięciu Iwana od władzy. Efektem buntu był jednak nowy spadek znaczenia Cerkwi. Joachim nie był praktycznie w stanie przeciwstawić się nawet aktywności kaznodziejskiej staroobrzędowców na terenie Moskwy.

##### Regencja Zofii

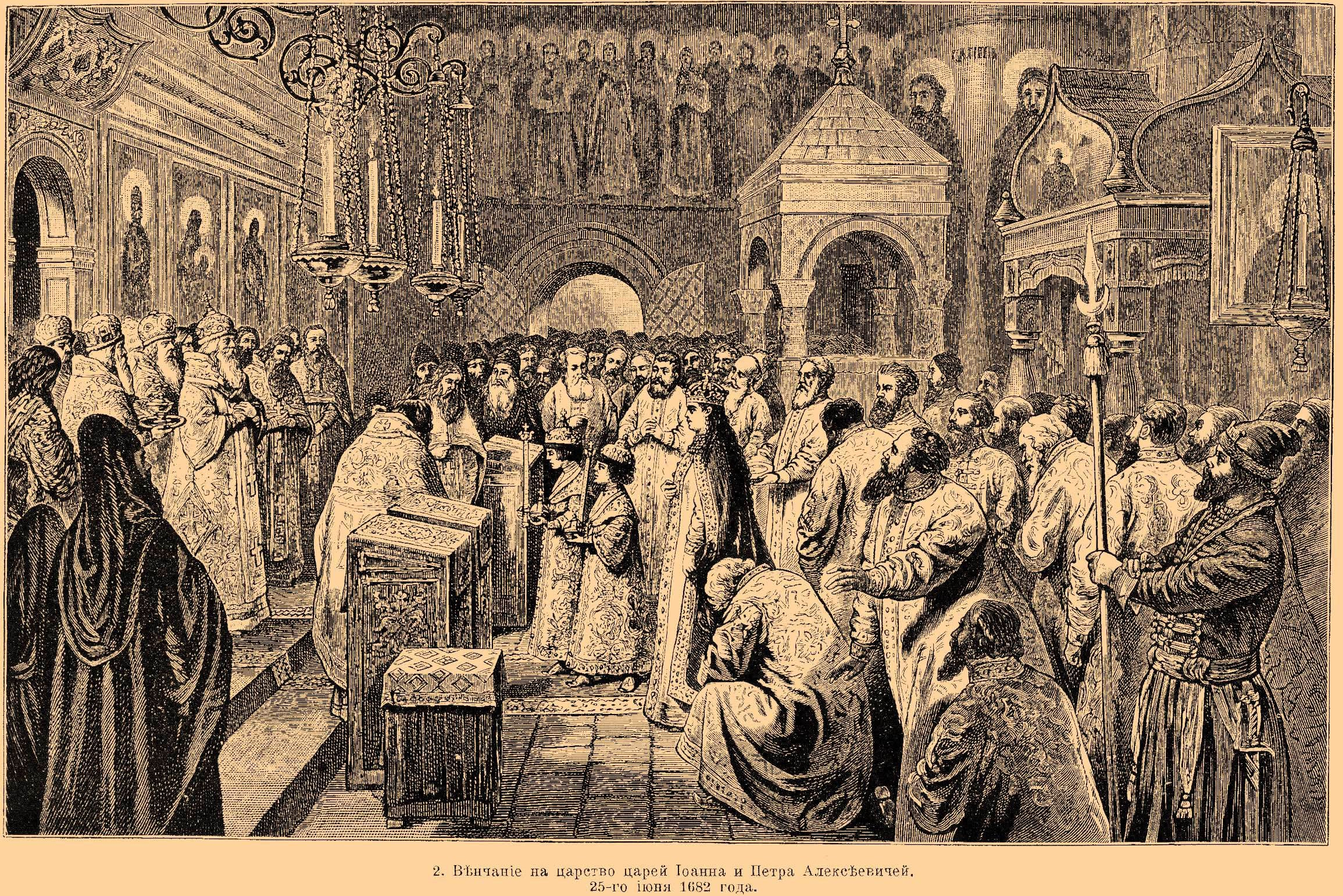
Patriarcha Joachim dokonuje podwójnej koronacji: Iwana V i Piotra I (dziewiętnastowieczna grawiura na podstawie rysunku K. Brogego)

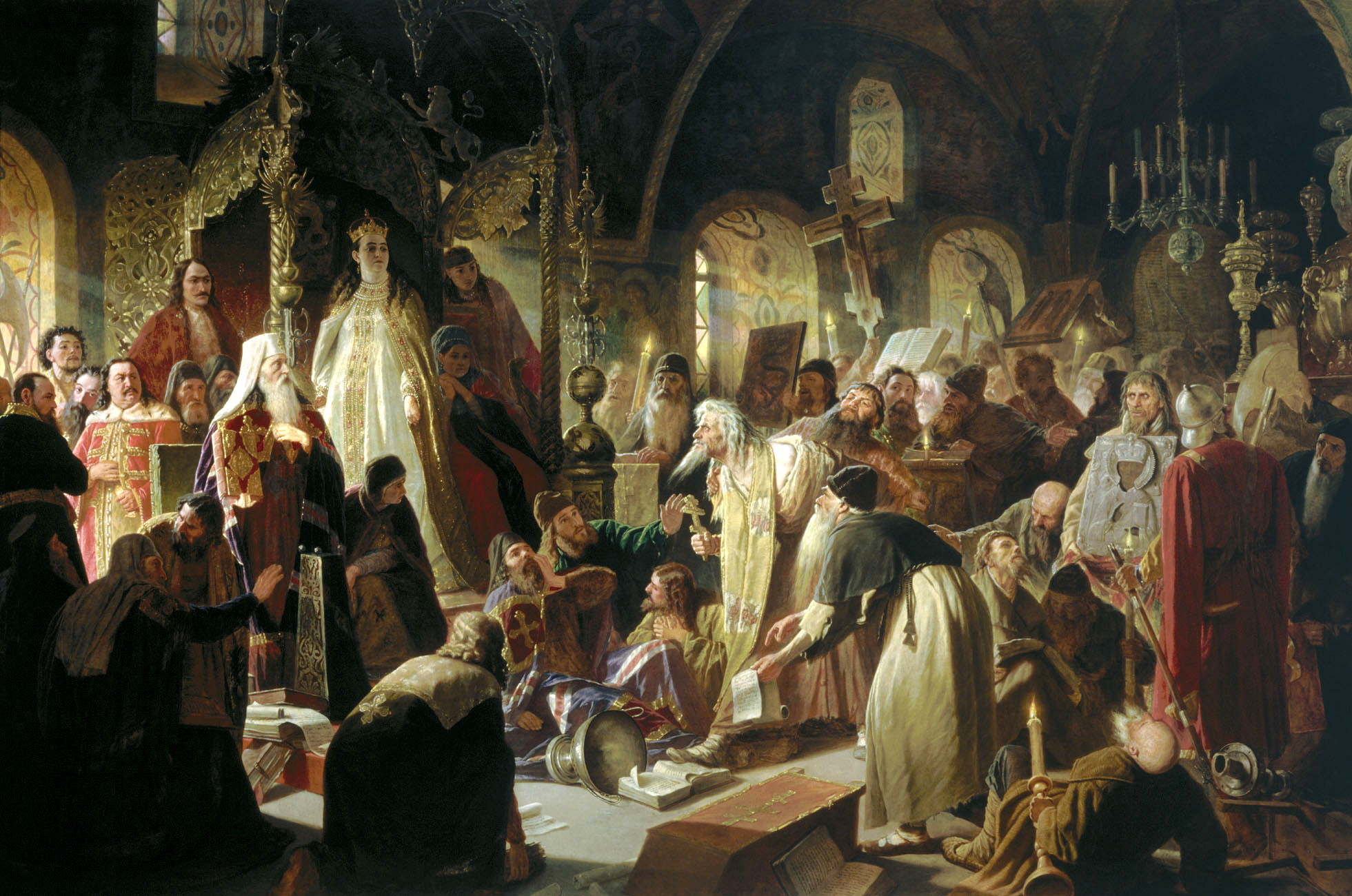
Spór o wiarę, obraz Wasilija Pierowa – dyskusja o zasadności reform Nikona między patriarchą Joachimem (stoi obok tronu w białym kłobuku) a staroobrzędowcem Nikitą Pustoswiatem (w środku, z krzyżem). Przed nim na ziemi, we fioletowej mantii siedzi uderzony przez niego biskup chołmogorski Atanazy.

Joachim nie miał żadnego wpływu na obsadę stanowisk państwowych po zakończeniu buntu strzelców, gdy faktyczną władczynią Rosji stała się Zofia Romanowa. Miał nadzieję, że wpływy regentki okażą się krótkotrwałe i że dwór nieletniego cara zdominuje on sam ze swoimi zwolennikami. Rachuby te jednak nie sprawdziły się.
25 czerwca 1682 na żądanie Zofii i jej otoczenia, a w celu uspokojenia nastrojów w pułkach strzeleckich, Joachim koronował Iwana i Piotra na carów „starszego” i „młodszego”. Udzielenie błogosławieństwa na wspólne sprawowanie władzy uzależniał przy tym od wypędzenia z Moskwy jezuitów, co jednak nie nastąpiło.
5 lipca 1682 patriarcha, razem z biskupem chołmogorskim Atanazym i czternastoma innymi hierarchami wziął udział w debacie o prawdach wiary z przedstawicielem staroobrzędowców Nikitą Pustoswiatem, która odbyła się w obecności regentki Zofii i przedstawicieli strzelców (ich poparcie dla starowierców sprawiło, że tego rodzaju wydarzenie było w ogóle możliwe). Joachim gruntownie przygotował się do dyskusji, starał się również pozyskać dla Cerkwi Rosyjskiej poparcie mieszkańców Moskwy, rozdając wśród nich 160 egzemplarzy swojej pisemnej odpowiedzi na zarzuty staroobrzędowców wobec patriarchatu. Popularność staroobrzędowców okazała się jednak większa, niż przypuszczał: duchowny, który rozpowszechniał jego odpowiedź, został zaatakowany przez tłum i uniknął śmierci tylko dzięki wstawiennictwu samych starowierców.
W przeddzień debaty, pod wpływem plotek, jakoby staroobrzędowcy zamierzali w czasie otwartej dyskusji zabić patriarchę oraz regentkę, bojarzy prosili Zofię o rezygnację z udziału w spotkaniu. Ta jednak postanowiła udać się na nie. Ona też zdecydowała, by debata odbyła się w sali na Kremlu, a nie w komnatach patriarszych lub wprost na Placu Czerwonym, gdzie patriarcha byłby bardziej narażony na atak tłumu, gdyby dyskusja rozwijała się nie po jego myśli. Prawdopodobnie tylko zdecydowanie i zimna krew regentki sprawiły, że Joachim, który wprost obawiał się o swoje życie, w ogóle zgodził się publicznie dyskutować ze staroobrzędowcami.
W czasie rozmowy Joachim domagał się od starowierców całkowitego podporządkowania się Patriarchatowi Moskiewskiemu, podczas gdy Nikita Pustoswiat dokonał ostrej krytyki reform Nikona. Jego słowa oburzyły regentkę, która stwierdziła, iż w przypadku przyjęcia rozumowania staroobrzędowców carowie i patriarchowie są jedynie samozwańcami, co oznacza świętokradztwo. Zofia zagroziła porzuceniem tronu. Udając szczerą rozpacz, zwróciła się do obecnych przy debacie dworzan i wojska, wzywając, by nie pozwolili do takiego upadku tronu carskiego.
W czasie debaty doszło do rękoczynów między przedstawicielem staroobrzędowców a biskupem Atanazym, który widząc niepewność Joachima w odpowiedziach, wtrącił się do dyskusji. Po tym incydencie patriarcha wygłosił przemówienie, w którym skarżył się na brutalność starowierców i dowodził, iż Cerkiew potępia ich na podstawie świadectwa „dawnych ksiąg liturgicznych”. Wielogodzinna debata w dalszej części dotyczyła już wyłącznie zagadnień teologicznych i starowiercy opuszczali ją, przekonani o zwycięstwie. Gdy jednak opuścili Kreml, Zofia nakazała aresztować przywódców staroobrzędowców. Taki przebieg wydarzeń przekonał Zofię, iż może liczyć na lojalność i współpracę patriarchy, przez co w dalszych latach jej regencji jego znaczenie wzrosło.
Podczas chowańszczyzny, gdy regentka z całym dworem wyjechała z Moskwy, Joachim pozostał na Kremlu, chociaż część zbuntowanych strzelców rozważała zabicie go. Wobec panującego w stolicy chaosu grupa buntowników we wrześniu bez problemu wkroczyła do patriarszej rezydencji. Część strzelców groziła patriarsze śmiercią, jednak większość wdała się w rozmowę z nim, co powinni czynić: Joachim zapewniał, że jest możliwe porozumienie strzelców z Zofią, a jej nieobecność w stolicy wynika wyłącznie z dorocznej pielgrzymki rodziny carskiej do Ławry Troicko-Siergijewskiej. W kolejnych dniach to patriarcha pośredniczył w korespondencji między regentką a zbuntowanymi strzelcami. Obawiając się ludowego powstania, zachowywał całkowitą wierność wobec Zofii, chociaż nie uważał jej władzy za w pełni legalną.
Na życzenie Zofii to Joachim 8 października wręczył strzelcom artykuły, w których regentka oznajmiała, iż przebacza im wszystkie winy i oczekuje jedynie wiernej służby w przyszłości. Całą winą za wywołanie buntu obarczała Chowańskiego. Zażądała także usunięcia z pułków zbiegłych chłopów. W kolejnych dwóch latach regentka pozbawiła pułki strzeleckie jakiegokolwiek znaczenia politycznego i doprowadziła do zesłania uczestników buntu.
Z czasem stosunek Joachima do rządów Zofii i Wasilija Golicyna stawał się coraz bardziej krytyczny. W 1685 Joachim odmówił koronowania regentki na carycę (z planów tych dwór ostatecznie wycofał się w tym samym roku). Nie pochwalał głównych kierunków rosyjskiej polityki zagranicznej i kulturalnej, był zdania, że władze rosyjskie powinny ograniczać kontakty ludności prawosławnej z wyznawcami innych konfesji. Nie żądał wydalenia innowierców z Rosji, lecz sugerował, by zabronić im manifestowania wiary i spotkań z prawosławnymi. W końcu 1685 utworzona przez niego grecka szkoła teologiczna stała się miejscem, dokąd swoje dzieci kierowali przeciwnicy regencji. Nieoficjalnie wspierał stronnictwo Naryszkinów przeciwko Zofii, opłacał ich prywatne oddziały wojskowe stacjonujące w Prieobrażenskoje. Nigdy natomiast Joachim nie potępił wprost polityki dworu, oceniając, że jego wpływy w państwie są dla takiego kroku niewystarczające.

##### Przyłączenie metropolii kijowskiej do Patriarchatu Moskiewskiego
Od 1683 zarówno świeckie władze Rosji, jak i Rosyjski Kościół Prawosławny zintensyfikowali starania na rzecz zaliczenia metropolii kijowskiej, uznającej jurysdykcję Patriarchatu Konstantynopolitańskiego, w poczet eparchii Patriarchatu Moskiewskiego. Historycy zgodnie wskazują, że Joachim szczególnie interesował się sytuacją Kościoła prawosławnego na Ukrainie nie tylko z uwagi na ogólny kierunek polityki rosyjskiej, ale i ze względu na osobisty sentyment związany ze spędzeniem pierwszych lat życia mniszego w Monasterze Międzygórskim.
W 1683 arcybiskup czernihowski Łazarz wyznaczył na przełożonego Ławry Pieczerskiej w Kijowie archimandrytę Warłaama (Jasińskiego), interweniując tym samym w sprawy innego autokefalicznego Kościoła. Działanie Łazarza po roku usankcjonował patriarcha Joachim, potwierdzając prawa Warłaama do zarządzania monasterem. Joachim zaapelował także do cara, patriarchy Konstantynopola Parteniusza IV oraz do kozackiego hetmana Iwana Samojłowicza (na jego prośbę Joachim potwierdził słuszność decyzji biskupa Łazarza) o doprowadzenie do jak najszybszego wyboru nowego metropolity kijowskiego – katedra ta wakowała od śmierci metropolity Józefa w 1675. W swoich listach pisał także o prześladowaniu prawosławnych w Rzeczypospolitej i zarzucał kijowskiemu metropolicie unickiemu bezprawne posługiwanie się tym tytułem.
W czerwcu 1684 w Kijowie z inicjatywy Iwana Samojłowicza odbył się sobór metropolii kijowskiej, na którym nowym metropolitą ogłoszono biskupa łuckiego Gedeona. W tym samym czasie część duchowieństwa metropolii, na czele z archimandrytą Warłaamem (Jasińskim), zwołała drugi sobór, który oprotestował rosyjską interwencję w sprawy administratury, jak również uznała pierwsze z opisywanych zgromadzeń za nieważne z powodów proceduralnych (zdecydowana przewaga delegatów świeckich nad duchownymi. Zdaniem jego uczestników tylko patriarcha Konstantynopola miał prawo zrzec się zwierzchności nad metropolią kijowską i przekazać ją w jurysdykcję Patriarchatu Moskiewskiego. Kijowscy duchowni byli zdania, że podporządkowanie metropolii Rosyjskiemu Kościołowi Prawosławnemu sprawi, że król Jan III Sobieski zmusi ludność prawosławną do przyjęcia unii. Mimo to biskup Gedeon udał się do Moskwy, przyjął godność metropolity od patriarchy Joachima i złożył mu stosowną przysięgę kanoniczną. Prosił jedynie patriarchę o możliwie szybkie uregulowanie statusu metropolii kijowskiej drogą rozmów z patriarchą konstantynopolitańskim. Prośba ta została spełniona i w kwietniu 1686 metropolia ostatecznie zmieniła jurysdykcję.
Patriarcha nie miał zamiaru zachować dawnych przywilejów metropolii kijowskiej, które oznaczałyby dla niej szeroką autonomię w ramach Rosyjskiego Kościoła Prawosławnego. Zgodził się na ich zachowanie w momencie chirotonii metropolity Gedeona, jednak nie miało to większego znaczenia. Zgadzając się „nie interweniować” w sprawy wewnętrzne metropolii, Joachim zastrzegał sobie nadzór duchowny nad nią, co praktycznie oznaczało ujednolicanie miejscowych zwyczajów z tradycjami rosyjskimi i odebranie administraturze jej dawnej autonomii. Już w 1686 Joachim ogłosił, iż przejmuje jurysdykcję nad Monasterem Międzygórskim (dotąd placówką stauropigialną patriarchy Konstantynopola), a następnie wyjął monaster Objawienia Pańskiego w Połocku spod kontroli metropolitów i sam uczynił się jego honorowym zwierzchnikiem. Mnichom monasteru zezwolił wyświęcać cerkwie na terenie eparchii białoruskiej bez zgody metropolity. W 1688, na wniosek archimandryty Warłaam (Jasińskiego), patriarszym monasterem stauropigialnym stała się Ławra Peczerska.
Duchowieństwu Ukrainy Naddnieprzańskiej Joachim nie ufał i w 1688 skierował do metropolity Gedeona list, w którym domagał się wyjaśnienia, czy metropolia kijowska nie poparła unii florenckiej. Pismo to wywołało wśród ukraińskiego duchowieństwa niedowierzanie i rozczarowanie – podejrzenia o sympatyzowanie z unią sformułowano w nim pod adresem duchownych jednoznacznie wobec niej przeciwnych. Potwierdzeniem czystości doktryny głoszonej w kijowskich cerkwiach miało być potępienie pracy ihumena monasteru św. Michała Archanioła o Złotych Kopułach Teodozjusza pt. Wykład o Cerkwi. Tekst ten Joachim ogłosił traktatem heretyckim, zawierającym błędne, łacińskie nauczanie o Przeistoczeniu. W Moskwie o herezję podejrzewano także katechizm Piotra Mohyły, co zasugerował patriarsze moskiewskiemu niechętny metropolii kijowskiej patriarcha konstantynopolitański Dionizy. Ostatecznie z Kijowa nie nadeszła żadna odpowiedź. W roku następnym patriarcha moskiewski ponownie skierował do Kijowa cztery gramoty, w których domagał się jednoznacznego potwierdzenia dogmatycznej łączności metropolii z Rosyjskim Kościołem Prawosławnym i uznania swojego zwierzchnictwa. Satysfakcjonującą odpowiedź otrzymał od duchowieństwa kijowskiego, natomiast metropolita czernihowski Łazarz w ogóle nie odpowiadał na jego pisma, toteż Joachim zabronił mu publicznego odprawiania nabożeństw. Dopiero wówczas, w listopadzie 1689, w pełni autorytet patriarchy uznał metropolita Łazarz i jego uczeń duchowny, przełożony Jeleckiego Monasteru Zaśnięcia Matki Bożej Teodozjusz (Połonicki-Uglicki).
W 1688 Joachim nakazał drukować w Ławrze Peczerskiej jedynie te prace, które wcześniej osobiście obejrzał i zatwierdził. W związku z tym faktem doszło do kolejnego konfliktu między patriarchą a duchowieństwem kijowskim na tle przygotowywania i druku Minei Dymitra (Tuptały).

##### Polemika między duchowieństwem prozachodnim i tradycjonalistami. Sprawa Sylwestra (Miedwiediewa)
Joachim przeciwstawiał się utworzeniu w Rosji szkół opartych na wzorcach zachodnich, z obowiązkową nauką łaciny i innych dyscyplin obecnych na uczelniach europejskich. Nie życzył sobie również otwarcia w Moskwie uniwersytetu. Na tym tle znalazł się w konflikcie z Symeonem Połockim i jego uczniami. Chociaż teoretycznie zgadzał się z nimi co do wartości nauki, opowiadał się za ograniczeniem programu szkół do nauki greki, który w dodatku mieliby wykładać jedynie duchowni narodowości greckiej. Tradycjonaliści żądali także oficjalnego zakazu nauki łaciny (co uważali za równoznaczne z herezją) i zniszczenia ksiąg w tym języku, jak również karania osób, które by je ukrywały.
W 1682, mimo protestów Joachima, uczeń nieżyjącego już Symeona Połockiego Sylwester (Miedwiediew) uzyskał zgodę carską na utworzenie Akademii Słowiańsko-Grecko-Łacińskiej w Moskwie. Patriarcha bezskutecznie starał się wprowadzić do statutu uczelni zmiany znacząco zmieniające jej charakter. Uczelnia nie powstała jednak z powodu śmierci cara Fiodora III. W 1685 regentka Zofia, z którą Joachim blisko współpracowała, nakazała zamknięcie drukarni założonej przez Symeona Połockiego i prowadzonej przez jego uczniów. Cały jej sprzęt miała przejąć drukarnia patriarchatu.
W 1687 Joachim doprowadził do zamknięcia szkoły przy Monasterze Zaikonospasskim, założonej przez Symeona i prowadzonej przez Sylwestra. W jej miejsce powstała szkoła prowadzona przez greckich mnichów, braci Lichudów, zaproszonych do Moskwy przez patriarchę dwa lata wcześniej. Pretekstem dla likwidacji placówki były formułowane przez greckich mnichów pod adresem Sylwestra oskarżenia o heretyckie nauczanie dotyczące Przeistoczenia Świętych Darów. Sylwester (Miedwiediew) wszedł w polemikę z duchownymi zaproszonymi przez Joachima i zyskiwał stopniowo coraz większą popularność. Po stronie Sylwestra opowiedziało się duchowieństwo metropolii kijowskiej i broniło ich mimo nacisków patriarchy. Wówczas Joachim ogłosił, iż pisma kijowskich teologów Dymitra (Tuptały) oraz archimandryty Warłaama (Jasińskiego) są heretyckie. Od duchowieństwa metropolii kijowskiej zażądał w 1688 bezwarunkowego podporządkowania się patriarchatowi, ponownie zarzucając oponentom herezję i obronę tekstów „jezuickich”. Mimo to duchowni z Ukrainy Naddnieprzańskiej w 1689 w liście do patriarchy nadal bronili postawy Sylwestra. Joachim zagroził wówczas wszystkim nieposłusznym klątwą kościelną. Wymuszając posłuszeństwo na duchowieństwie ukraińskim, patriarcha traktował w sposób instrumentalny także duchownych greckich, których przedstawiał jako autorytety. Wyrazem tego było przesyłanie patriarsze konstantynopolitańskiemu Dionizemu gotowych gramot, które ten następnie kierował do duchowieństwa rosyjskiego jako stanowisko swoje i soboru biskupów Patriarchatu Konstantynopola w sprawie toczących się w Moskwie sporów. Patriarcha godził się na to, gdyż od wsparcia z Moskwy zależało jego własne utrzymanie. Wystąpienie Sylwestra stało się kolejną przyczyną utraty autorytetu przez Patriarchat Moskiewski, którego duchowieństwo okazało się niezdolne do prowadzenia rzeczowej dyskusji teologicznej. Pragnąc pozbyć się mnicha, Joachim fałszywie oskarżył go przed regentką o sympatie staroobrzędowe i planowanie zamachu na niego samego. Sylwester, wezwany na dwór carski, zdołał oczyścić się z zarzutów, jednak po pewnym czasie, śledzony i szykanowany, sam poprosił o przeniesienie do „odległego monasteru”. Pozostał ostatecznie w Moskwie, strzeżony przez strzelców. Autorytet Joachima w konflikcie z nim konsekwentnie spadał. Rozczarowanie faktem, iż regentka Zofia nie pozwoliła na ukaranie Sylwestra za herezję, było jedną z przyczyn, dla których patriarcha wziął udział w spisku, który doprowadził do przewrotu w 1689.
Po obaleniu Zofii Joachim zarzucił Sylwestrowi współspiskowanie z Fiodorem Szakłowitym przeciwko carowi. Nakazał umieścić go w najsurowszym więzieniu, a jego zwolenników kolejno odłączał od Cerkwi. Przyczyną, dla której patriarcha tak gwałtownie wystąpił przeciwko duchownemu, były jego obawy, iż postawa Sylwestra prowadzi do podważenia autorytetu Cerkwi i jej hierarchii. Joachim nie zwalczał tych wykształconych duchownych, którzy nie kwestionowali znaczenia nauczania Rosyjskiego Kościoła Prawosławnego ani nie sprzeciwiali się samemu patriarsze. Bogdanow twierdzi nawet, że patriarcha wykazywał wobec uczonych sympatię. W najbliższym otoczeniu patriarchy działał mnich Eutymiusz Czudowski, przyjaźnił się z nim Ignacy (Rimski-Korsakow), który w swoich tekstach wysoko cenił dorobek intelektualny antyku i renesansu. Uczony mnich Karion (Istomin) pisał patriarsze homilie, przemówienia i listy.

#### Wobec staroobrzędowców

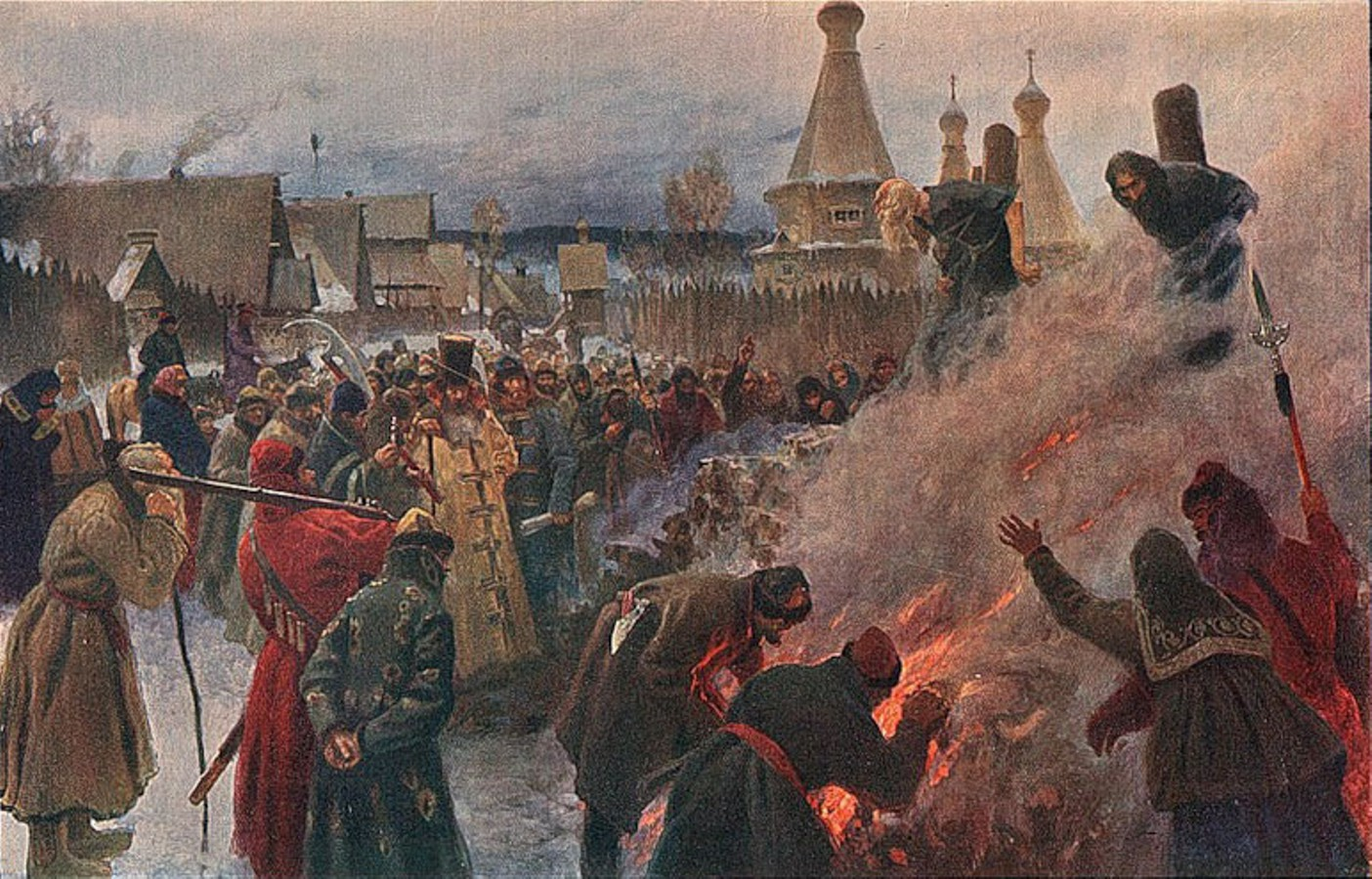
Spalenie protopopa Awwakuma, obraz Miasojedowa. Patriarcha Joachim kontynuował represje wobec staroobrzędowców i osobiście zdecydował o egzekucji przywódcy tego ruchu.

Joachim kontynuował represje wobec staroobrzędowców, rozpoczęte w okresie utrwalania reformy liturgicznej patriarchy Nikona, jeszcze zaostrzając kurs Cerkwi w tym zakresie w porównaniu z polityką swoich poprzedników Pitirima i Joazafa II. Walce ze staroobrzędowcami służyły wprowadzone przez patriarchę zmiany w zakresie funkcjonowania sądów duchownych – sprawy podejrzanych o sprzyjanie ruchowi starowierców były odtąd rozstrzygane przez biskupów odpowiednich terytorialnie eparchii w ściśle określonym czasie jednego roku. Zagadnieniu walki ze starowiercami do ostatecznego zniszczenia tego ruchu poświęcony był cały sobór z 1682. W czasie obrad, pod przewodnictwem Joachima, zdecydowano o zamknięciu wszystkich monasterów, których mieszkańców podejrzewano o kultywowanie obrzędów sprzed reformy liturgicznej i uniemożliwienie powstawania nowych, zakładanych i rejestrowanych jako klasztory prawosławne. Polecono także rozdawać bezpłatnie nowe, powstałe po reformie księgi liturgiczne, aby możliwie szybko usunąć z obiegu niepoprawione teksty. Sobór nakazał również ordynariuszom eparchii zwracać się o wszelkie możliwe wsparcie w walce ze staroobrzędowcami do miejscowych władz świeckich oraz wojska, tym samym sankcjonując wspólne prześladowania starowierców przez państwo i Cerkiew. Wreszcie zdecydował o egzekucji przywódców staroobrzędowców – protopopa Awwakuma, diakonów Fiodora i Łazara oraz mnicha Epifaniusza – przez spalenie na stosie.
W latach 1677–1678, w czasie dwóch kolejnych soborów, Joachim doprowadził do dekanonizacji księżnej Anny Kaszyńskiej. Według decyzji soborowych, ciało księżnej nie uległo rozkładowi, a jej prawa dłoń czyniła znak krzyża dwoma palcami, a zatem na sposób staroobrzędowy. Według innego źródła decyzja o uznaniu kultu Anny Kaszyńskiej za nielegalny wynikała z innych pobudek. Bogdanow twierdzi, że Joachim zauważył nieścisłości w żywocie świętej (bądź zwrócił mu na nie uwagę jeden z mnichów zajmujących się kronikarstwem), a sformowana przez niego komisja, która miała zbadać sprawę, potwierdziła podejrzenia, iż wiele faktów z żywota nie wytrzymywało zestawienia ze źródłami świeckimi.
W okresie regencji Zofii Joachim zwalczał staroobrzędowców w porozumieniu ze świeckimi władzami; regentka zgadzała się z nim co do potrzeby podniesienia autorytetu oficjalnej Cerkwi. W 1685 wprowadzono w życie prawa regulujące postępowanie w sprawach starowierców: osoby obstające przy tym wyznaniu podlegały karze śmierci przez spalenie, natomiast te, które zgodziły się przejść do kanonicznej Cerkwi, miały trafiać pod straż do monasterów i wychodzić na wolność dopiero po wykazaniu się nienaganną postawą religijną. Karze śmierci bez możliwości wyrzeczenia się swoich poglądów mieli podlegać staroobrzędowi kaznodzieje głoszący potrzebę powtórnego chrztu lub broniący samospaleń. Z kolei tych, którzy pod przymusem lub z niewiedzy przyjęli powtórny chrzest staroobrzędowy, po wymierzeniu kary fizycznej miano kierować pod nadzór odpowiednich biskupów. Ukrywający staroobrzędowców również podlegali karom chłosty. Mienie starowierców podlegało konfiskacie. W postępowaniach przeciwko nim dopuszczano tortury i wymuszanie przy ich pomocy zeznań stanowiących następnie podstawę dla wydawanych wyroków. Niezależnie od prześladowań prowadzonych przez lokalne władze patriarcha żądał od ordynariuszy eparchii, by domagali się od miejscowych posiadaczy ziemskich wydawania chłopów-staroobrzędowców i upominali się o egzekwowanie wymienionych wyżej praw, jeśli w danym regionie nie wdrażano ich z całą surowością. Według niektórych źródeł domagał się zniszczenia Monasteru Sołowieckiego, w przeszłości ośrodka staroobrzędowców.
Patriarcha jest autorem szeregu tekstów dotyczących walki ze staroobrzędowcami i uzasadniających błędność ich nauczania:
- Izwieszczenije czudiesie o słożenii trijech pierstow i znamienije kriesta na czele (1677)
- Słowo uwieszczatielnoje k raskolnikami o sojedinienii ich k prawosławnoj swiatoj Cerkwi (1682)
- Słowo na suzdalskogo rożdiestwienskogo popa Nikitu Pustoswiata (1682)
- Słowo pouczitielnoje i błagodarstwiennoje ko Gospodu Bogu za Jego wielikuju miłost', jako błagowolił czudiesnym Promysłom izbawit' Cerkow Swoju swiatuju ot toja odstupnikow i złych nawietnikow (1682)

#### 1689–1690
Joachim poparł Piotra I, gdy ten wystąpił przeciwko regencji swojej przyrodniej siostry. W 1689 był posłem od regentki Zofii do Piotra, ale pozostał przy nim, uznając go za jedynego cara. Następnie pośredniczył między obydwoma obozami. W 1689 Zofia utraciła dawną pozycję i została osadzona w Monasterze Nowodziewiczym, a dotychczasowy „młodszy car” faktycznie objął pełnię władzy w kraju. Joachim odgrywał znaczną rolę na dworze nowego cara. Gestem pod jego adresem było przyzwolenie Piotra I na rozprawę z Sylwestrem (Miedwiediewem). Joachim doprowadził również do usunięcia z Moskwy jezuitów, co nastąpiło w październiku 1689. W roku następnym pod jego wpływem car zabronił nieprawosławnym uczestnictwa w organizowanych na dworze ucztach. Zaostrzono kontrolę osób wjeżdżających do kraju, nie mogły natomiast zakończyć się sukcesem starania Joachima, by usunąć z Moskwy wszystkich cudzoziemców. Do śmierci Joachim starał się, by car wydał Rosjanom zakaz korespondencji z zagranicą. Joachim wszedł w konflikt z carem, gdy ten zaczął dopuszczać do grona swoich najbliższych współpracowników obcokrajowców, nieprawosławnych. W czasie uczty z okazji narodzin następcy tronu, carewicza Aleksego, zażądał od Piotra usunięcia z przyjęcia generała Gordona, katolika. Car ustąpił, lecz następnego dnia wydał specjalny obiad ku czci generała.
Joachim publicznie krytykował zatrudniania w wojsku rosyjskim specjalistów innej narodowości i wyznania, twierdząc, że ich „heretyckie przekonania” czynią ich nieprzydatnymi. Zwracając się w kazaniach i pismach do rosyjskiego wojska domagał się, by prawosławni żołnierze nie spędzali czasu w towarzystwie nieprawosławnych towarzyszy broni, a nawet by nie urządzali pogrzebów tym z nich, którzy polegli w walce. Wyznawców islamu nazywał publicznie „barbarzyńcami” i „świniami”.

##### Śmierć i pogrzeb
Pod koniec życia Joachim chorował i nie był w stanie sam zajmować się sprawami patriarchatu. Jego obowiązki stopniowo przejmował metropolita kazański Adrian, dawny przełożony Monasteru Czudowskiego. Joachim nie ukrywał, że chciałby, by właśnie Adriana wybrano na jego następcę. Ostatecznie zdrowie starego patriarchy pogorszyło się 6 marca 1690. 15 marca modlitwy za umierających odprawił przy nim metropolita Adrian. Dwa dni później Joachim zmarł w swojej rezydencji. Na łożu śmierci podpisał testament, w którym – obok przedstawienia wybranych faktów z własnego życia, wskazań dotyczących pogrzebu i rozporządzeń majątkiem osobistym – raz jeszcze wzywał cara do ograniczania kontaktów z zagranicą i niezezwalania na budowę w Rosji świątyń innych niż prawosławne. Wzywał nadto do usunięcia z Rosji innowierców, zachowywanie obyczajów staroruskich i prawosławia. Car nie zastosował się do jego zaleceń, już w kilka dni po pogrzebie demonstracyjnie pokazując się w niemieckim stroju.
W testamencie Joachim prosił, by pochowano go w szatach mniszych, a nie biskupich. Jako miejsce pogrzebu wskazał Monaster Nowospasski. Jego prośby w tej drugiej kwestii nie uszanowano, chociaż kilkakrotnie upominał się o nią przyjaciel zmarłego Ignacy (Rimski-Korsakow). Nabożeństwo pogrzebowe odbyło się 18 marca w patriarszej cerkwi Dwunastu Apostołów, a pochówek – w soborze Zaśnięcia Matki Bożej na Kremlu, gdzie tradycyjnie służyli patriarchowie moskiewscy, obok grobu poprzedniego patriarchy Pitirima. Na grobie Joachima zamieszczono dwa wierszowane epitafia.
Po śmierci Joachima jego żywot spisał Ignacy (Rimski-Korsakow), który dążył następnie do ogłoszenia zmarłego patriarchy świętym. Jego sugestie nie zostały jednak przychylnie przyjęte przez innych hierarchów Rosyjskiego Kościoła Prawosławnego.